# Teorii despre Luna goală în interior

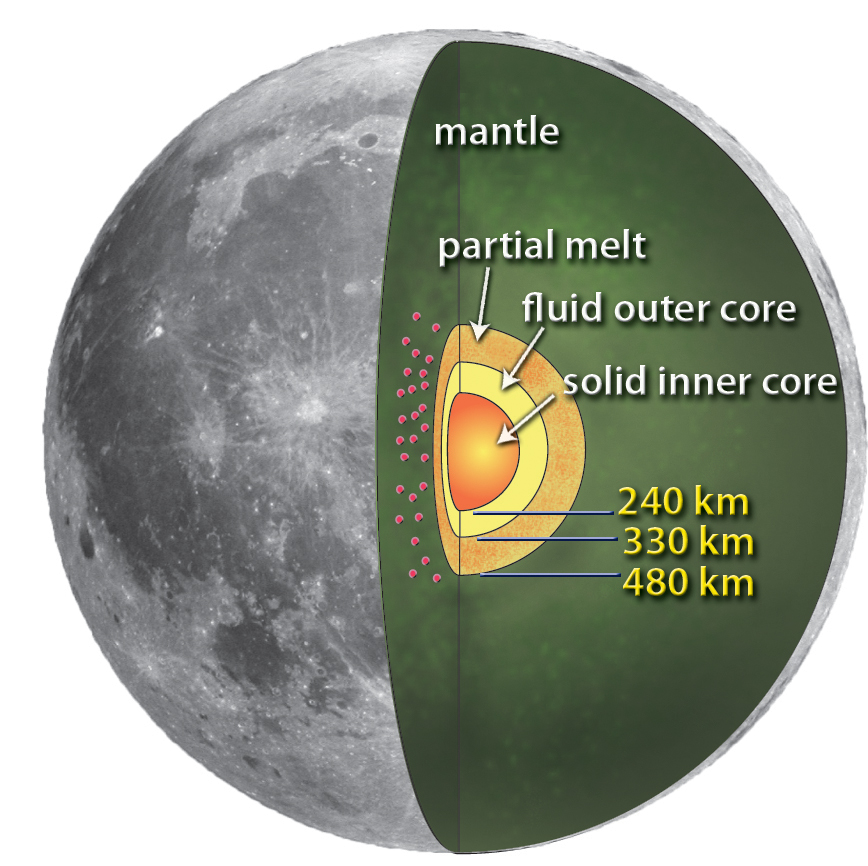
Ilustrare schematică care arată o secțiune transversală a structurii interne selenare acceptată în prezent

Luna goală în interior sau ipoteza că Luna este o navă spațială presupune ca satelitul natural al Pământului este fie complet gol în interior sau conține, în alt mod, un spațiu interior substanțial. Nicio dovadă științifică nu există pentru a sprijini aceste idei; observațiile seismice și alte date colectate de când navele spațiale au început să orbiteze sau să coboare pe Lună indică faptul că aceasta are o crustă subțire, manta extinsă și un miez mic, dens, deși în general mult mai puțin dens decât al Pământului.

## Istoric
Conceptul Lunii goale în interior este similar cu mai bine cunoscuta ipoteză a Pământului gol în interior, ipoteză care a fost folosită în multe scenarii science fiction apărute înainte de zborurile spațiale.
Ipoteza că Luna este un obiect gol în interior sugerează, de obicei, că ar fi un produs al unei civilizații extraterestre. De multe ori se numește ipoteza Navei Spațiale Luna și corespunde adesea cu credințe în OZN-uri sau astronauți antici.
În 1970, academicienii sovietici Michael Vasin și Alexander Shcherbakov au avansat o teză conform căreia Luna este o navă spațială creată de ființe necunoscute. Articolul era intitulat „Este Luna creația unei inteligențe extraterestre?“ și a fost publicat în revista Sputnik. Ipoteza lor se baza foarte mult pe faptul că cele mai mari cratere lunare, despre care se crede de obicei că sunt formate din impactul cu meteoriți, sunt prea puțin adânci și au fundul plat sau chiar convex. Jason Colavito subliniază faptul că toate dovezile lor sunt circumstanțiale și că în anii 1960 Uniunea Sovietică a promovat conceptul de astronauți (extratereștri) antici într-o încercare de a submina credința Occidentului în creștinism.
După ce, în 1969, Apollo 12 a prăbușit în mod deliberat racheta Modulului lunar pe suprafața Lunii lângă un seismograf amplasat anterior în apropiere s-a afirmat că Luna a vibrat ca un clopot timp de o oră, ceea ce ar fi un argument că Luna trebuie să fie goală în interior. Experimentele seismologice lunare ulterioare au arătat că satelitul are cutremure mai puțin adânci decât cele terestre și că acestea acționează în mod diferit față de cutremurele de pe Pământ datorită diferențelor de textură, tip și densitate a straturilor planetare, dar nu există nicio dovadă a oricărui spațiu gol mare în interiorul Lunii.

## În mitologie
În unele scrieri și tradiții antice este descrisă o perioadă în care Luna nu a existat. Democretus și Anaxagora menționează că a existat un moment în istoria omenirii în care Luna nu putea fi văzută noaptea pe cer. Aceste relatări au făcut ca teoreticienii Lunii ca navă spațială să considere că la un moment dat cineva a adus Luna pe orbita Pământului. 

## În cultura populară
- H.G. Wells, The First Men in The Moon (1901).  Wells descrie ființe insectoide fictive ce trăiesc în interiorul gol al Lunii.
- Edgar Rice Burroughs, The Moon Maid (1926). Într-un cadru fantastic se postulează că Luna e goală la interior, are atmosferă interioară și este locuită.
- C. S. Lewis, That Hideous Strength (1945).  O Lună goală la interior este o parte importantă a fundalului SF al acestui roman.
- Nikolai Nosov, Dunno on the Moon (1965).  Roman basm în care este descrisă și Luna goală la interior.
- Isaac Asimov, Foundation and Earth (1986). R. Daneel Olivaw trăiește într-o  Lună goală la interior.
- David Weber, Empire from the Ashes (2003).  SF în care Luna este o uriașă navă spațială care a sosit acum 50 000 de ani pe orbita Pământului.
- David Icke, Human Race Get off Your Knees – The Lion Sleeps No More (2010).  Icke dezbate idea unei Luni goale la interior.